# El cantante (canción)
«El cantante» es el primer sencillo del álbum de estudio Comedia del cantante puertorriqueño Héctor Lavoe. Fue escrita por Rubén Blades y producida por Willie Colón. Fue lanzada en el año 1978, siendo muy exitosa, reviviendo la carrera de Lavoe y haciéndolo merecedor de su apodo como el Cantante de los Cantantes.
Esta canción también sería una de las razones del éxito del álbum Comedia, que rápidamente se convertiría en disco de oro, distinción que se repetiría décadas más tarde con el disco de oro otorgado por la RIAA al álbum El cantante – The Originals, recopilación de éxitos de Héctor donde nuevamente la canción El cantante estaba incluida como tema principal.
El sencillo es considerado como el tema insignia de Lavoe, descrita y ampliamente considerada por muchos como una de las canciones de salsa más representativas de la historia.

## Antecedentes
La canción llega en un momento en el cual la popularidad de Lavoe había bajado considerablemente. El abuso de drogas, la depresión y su paso por la cárcel lo habían afectado en su vida privada y profesional y algunos ya especulaban que se acercaba el final de su carrera, sin embargo Colón y Jerry Masucci hicieron gestiones para ayudar a revivir su carrera. En 1977 El cantante panameño Rubén Blades, quien se encontraba grabando con Willie Colón las primeras canciones de su disco Siembra, había terminado de componer “El cantante,” canción que pretendía grabar él mismo. Ese año Colón llamó a Blades ya que Lavoe había sido hallado dentro de un auto con una sobredosis y necesitaba un "buen tema" para ayudarlo a recobrarse. Blades le contó que tenía una canción guardada, “El cantante,” y si bien al principio fue reacio a dársela a Héctor, finalmente fue convencido por Colón y por Paula Campbell, quien era su novia en aquel momento. Cuando se le preguntó a Blades sobre la canción, y si había sido generoso cedérsela  a Héctor, este contestó: 

No sólo generoso, más allá de ser generoso, es ser realista. Yo me senté y dije: esto que le está pasando (al personaje de la canción) no me esta pasando a mí en realidad, le esta pasando es a él (Héctor Lavoe), entonces él va a darle a la canción un tono y un giro mucho más genuino que lo que yo puedo hacer. Así que fue más bien, más que generosidad, fue aceptar la realidad, que éste, él esta atravesando este problema.
Rubén Blades. Entrevista - Rubén Blades - 1 (Cuarto Poder). Perú.  Escena en minuto 5:21. Consultado el 2 de agosto de 2012.

Rubén Blades luego admitiría estar feliz de que «El cantante» se convirtiera en uno de los más exitosos temas de Héctor, reconociendo que «nadie puede cantar el tema mejor que él» (Blades, 2012).

## Información de la canción
En la canción se relata el sufrimiento de un cantante que debe mostrarse alegre a pesar de las adversidades, características que se relacionaban íntimamente con la vida de Lavoe. En la página oficial de Comedia se la describe como una canción que «Presenta un toque de cuerdas y arpas sobre la percusión, brindándole un toque de elegancia a la melancólica letra» (Aurora Flores). La canción se convirtió en todo un éxito, reviviendo la carrera de Lavoe que flaqueaba por aquellos años. Con este éxito ganó por tercera vez consecutiva el disco de oro como mejor álbum de salsa en el año de 1978, año en que fue lanzado. «El cantante» se convertiría en su canción insignia y lo convirtió en una referente del género. Esta canción también lo hizo merecedor del que sería su apodo más característico: el Cantante de los Cantantes.
Esta canción también se convirtió en el tema principal de la película homónima, protagonizada por Marc Anthony en 2006 y basada en la vida de Héctor Lavoe.
En 2021, Ken Morimura y Eric Fukusaki y Orquesta Beyond Generations hacen un cover de esta canción.

## Recepción
La canción recibió críticas positivas e influyó de manera determinante en el regreso de Héctor Lavoe tras sus numerosos episodios polémicos. Fue una de las principales razones del éxito del álbum Comedia, el cual se convertiría rápidamente en disco de oro, el tercero de su carrera.  La canción nuevamente brillaría como el tema principal del disco El cantante – The Originals, disco de la Fania que recolectaba los mejores temas de Héctor,  lanzado el 3 de julio de 2007 y galardonado como disco de oro por la RIAA el 4 de noviembre de 2008, al llegar a las 0,03 millones de unidades certificadas.
«El cantante» es ampliamente considerado hoy en día como la canción insignia de Lavoe, tras su lanzamiento Lavoe ganó su apodo como el Cantante de los Cantantes.  Hoy en día el sencillo es ampliamente considerado como una de las mejores y más representativas canciones de salsa de la historia.

## Versión de Ángel López
A finales de 2004 el cantante puertorriqueño Ángel López lanzó una versión de la canción como solista después de ser el cantante principal del grupo Son by Four. Su versión tuvo éxito en las listas tropicales de Estados Unidos por Billboard. 

### Posicionamiento en listas
| Lista (2021-2022)            | Mejor posición |
| ---------------------------- | -------------- |
| Tropical Airplay (Billboard) | 21             |

## Legado
El 27 de mayo de 2023, la cantante y modelo peruana Yahaira Plasencia lanzó el sencillo «La cantante (salsa)» en colaboración del rapero peruano Ator Untela, la cual utiliza el coro de «El cantante» como homenaje a Héctor Lavoe.

## Personal
Créditos:
- Rubén Blades - Compositor
- Héctor Lavoe - Voz
- Salvador Cuevas - Bajo
- Gilberto Colón - Piano
- José Rodrigues - Trombón
- Reinaldo Jorge - Trombón
- Luis E. "Perico" Ortiz - Trompeta
- José Febles - Trompeta
- Lew Soloff - Trompeta solista
- Milton Cardona - Conga
- Eddie Montalvo - Conga
- Steve Berrios - Timbales y Percusión
- Alfredo de La Fé - Violín[23][24]

Coros:
- José Mangual
- Milton Cardona
- Willie Colón
- Eddie Natal
- Héctor Lavoe

Videoclip:
- Grabado en La Tierra Sound Studios, New York
- Ingeniero de sonido: Jon Fausty, Mario Salvati, Irv Greenbaum
- Mezclado por: Willie Colón
- Producido por Willie Colón
- Arreglos: Willie Colón, Luis Ortiz, José Febles, Edwin Rodríguez